# Doaa Elghobashy
Doaa Elghobashy (geboren 8. November 1996 in al-Buhaira) ist eine ägyptische Volleyball- und Beachvolleyballspielerin. Sie ist fünffache und amtierende (Stand: Juli 2024) ägyptische Meisterin in der Halle.

## Karriere

### Karriere Halle
Im Alter von sechs Jahren begann die junge Sportlerin mit dem Volleyballspiel an der Delphi academy in Alexandria. Vier Jahre später wechselte sie in die ägyptische Hauptstadt zu Elentag Elharby. Weitere zwei Spielzeiten danach kehrte sie in die zweitgrößte Stadt ihres Heimatlandes zurück und spielte bis einschließlich 2015 für den Alexandria Sporting Club. Nach weiteren Stationen bei Wadi Degla SC und El Shams war die Außenangreiferin ab 2019 für den al Ahly SC aktiv, mit dem sie 2020 gleich die Meisterschaft gewann. In den folgenden vier Spielzeiten verteidigte der Verein aus Kairo diesen Titel und wurde zusätzlich 2022 und 2024 ägyptischer Pokalsieger sowie 2033 und 2024 Supercupgewinner des Staates im nordöstlichen Afrika. Zudem stand der Sportclub zwei Mal im Finale der Clubmeisterschaft des Kontinents.

### Karriere Beach
Elghobashy spielte 2015 mit wechselnden Partnerinnen. 2016 bildete sie ein Duo mit Nada Meawad, das sich beim Continental Cup der CAVB durchsetzte und für die Olympischen Spiele qualifizierte. Beim Turnier in Rio de Janeiro verloren sie in der Vorrunde gegen das deutsche Duo Ludwig/Walkenhorst, gegen Menegatti/Giombini (Italien) und gegen Broder/Valjas (Kanada) jeweils mit 0:2 und schieden damit aus. Besser lief es für die im nordwestlichen Nildelta geborene Sportlerin bei den Arab Nations Championships, die sie von 2015 bis 2017 drei Mal in Folge mit ihrer jeweiligen Partnerin gewann.
2019 nahm Elghobashy mit Randa Radwan an der Weltmeisterschaft in Hamburg teil und blieb auch hier sieglos. Dagegen konnte sie mit Farida Elaskalany den African Nations Cup zuvor und die All African Games danach ebenso wie zwei CABV Continental Cups in der gleichen und der folgenden Spielzeit für sich entscheiden. Bei der WM 2022 gab es jedoch auch mit der neuen Partnerin keinen Satzgewinn.
Mit Marwa Abdelhady gelangen im Dezember 2022 und im gleichen Monat ein Jahr später Siege bei afrikanischen Wettbewerben. 2024 gewannen die Ägypterinnen die dreizehnten All African Games. Ihren bis dahin größten gemeinsamen Erfolg erkämpften sie jedoch im Juni der gleichen Saison, als sie das CAVB Continental Cup Finale für sich entscheiden konnten und so sich und ihrem Land einen Startplatz bei den Olympischen Spielen sicherten.  In Paris blieben die beiden satz- und sieglos.

## Sonstiges
Die Ägypterin hat Informatik studiert und die Ausbildung mit dem Postgraduierten-Diplom abgeschlossen. Sie gehört der Athletenkommission im NOK ihres Heimatlandes an und wurde mit erst 26 Jahren in das gleiche Amt der FIVB berufen. Sie ist damit die erste Afrikanerin in dieser Funktion.